# Tartuffe
Tartuffe (fransk: Tartuffe, ou l'Imposteur) er en af de mest berømte komedier af Molière, førsteopført i 1664. Rollerne som Tartuffe, Elmire og Orgon anses for at være blandt de mest betydelige roller inden for klassisk teater.

## Historie
Molière skrev Tartuffe i 1664. Næsten straks efter førsteopførelsen samme år ved Versailles festivalen blev det standset af kong Ludvig XIV, muligvis under indflydelse af ærkebiskoppen af Paris, Paul Philippe Hardouin de Bearmont de Perefixe, som var kongens konfessionarius og havde været hans lærer. Selvom kongen ikke selv havde nogen interesse i at standse skuespillet, gjorde han det, som det fremgår af den officielle beretning om festivalen:
"... uanset, at det blev fundet særdeles underholdende, så erkendte kongen så megen lighed mellem de, som en sand hengivelse fører ad vejen til himlen, og de, som en forfængelig stillen til skue af visse gode gerninger ikke afholder fra at udøve nogle dårlige, at hans yderste finfølelse over for religiøse emner ikke kan tåle denne lighed mellem slethed og dyd, som indbyrdes kunne forveksles; skønt man ikke tvivler på forfatterens gode intentioner, så forbyder han det alligevel offentligt og afskærer sig selv fra denne fornøjelse for ikke at tillade det at blive misbrugt af andre, mindre skikkede til at foretage en tilbørlig skelnen."
Som et resultat af Molières skuespil anvender både franskmænd og englændere i dag ordet "Tartuffe" til at betegne en hykler, som udadtil og overdrevent foregiver dyd, især religøs dyd.
Hele skuespillet er skrevet i tolvstavelses versemål (Alexandrinere) med parvise rim - i alt 1.962 lijer.

## Roller
| Rolle            | Beskrivelse                                                                               |
| ---------------- | ----------------------------------------------------------------------------------------- |
| Orgon            | Husfader og ægtefælle til Elmire, forblændet af beundring for Tartuffe                    |
| Tartuffe         | Gæst i huset Orgon, hyklerisk religiøs fanatiker; forsøger at forføre Elmire              |
| Valère           | Ung romantisk hovedperson; kæmper for at vinde sin sande kærlighed, Orgons datter Mariane |
| Madame Pernelle  | Orgons moder; bedstemor til Damis og Mariane                                              |
| Elmire           | Orgons ægtefælle; stedmoder til Damis og Mariane                                          |
| Dorine           | Familiens tjenestepige; forsøger at hjælpe med at afsløre Tartuffe og hjælpe Valère       |
| Cléante          | Elmires broder, svoger til Orgon                                                          |
| Mariane          | Orgons datter, forlovet med Valère og søster til Damis                                    |
| Damis            | Orgons søn, broder til Mariane                                                            |
| Laurent          | Tartuffes tjener (stum rolle)                                                             |
| Argas            | Orgons ven; anti-Ludvig XIV under Fronden (omtalt men ikke vist)                          |
| Flipote          | Madame Pernelles tjenestepige (stum rolle)                                                |
| Monsieur Loyal   | Foged                                                                                     |
| Kongelig officer | Officer i kongens tjeneste                                                                |

## Handling
Orgons familie er i oprør, fordi Orgon og hans moder er kommet under indflydelse af Tartuffe, en from svindler (og omstrejfer forud for bistanden fra Orgon). Tartuffe foregiver at være from og at tale med guddommelig autoritet, og Orgon og hans moder foretager sig ikke længere noget uden først at konsultere ham.
Tartuffes krumspring snyder ikke resten af familien eller deres venner; de afskyr ham. Orgon hæver indsatsen, da han meddeler, at han vil lade Tartuffe gifte sig med Orgons datter Mariane (som allerede er forlovet med Valère). Mariane er meget fortørnet over denne nyhed, og den øvrige familie indser, hvor dybt Tartuffe har indlejret sig i familien.

I et forsøg på at vise Orgon, hvor forfærdelig Tartuffe i virkeligheden er, udtænker familien en plan for at lokke Tartuffe til at tilstå sin attrå efter Elmire (Orgons ægtefælle). Som en from mand og en gæst skulle han ikke nære sådanne følelser for husets frue, og familien håber, at Orgon, efter en sådan tilståelse, vil smide Tartuffe ud af huset. Tartuffe forsøger faktisk at forføre Elmire, men deres samtale bliver afbrudt, da Orgons søn Damis, som har lyttet, ikke længere er i stand til at styre sin kogende forargelse og springer frem fra sit skjulested for at anklage Tartuffe, der bliver chokeret, men kommer sig. Da Orgon kommer ind og Damis triumferende fortæller ham, hvad der er sket, anvender Tartuffe omvendt psykologi og anklager ham selv for at være den værste synder. Orgon er overbevist om, at Damis har løjet og forviser ham fra huset. Tartuffe formår sågar, for at lære Damis en lektie, at Tartuffe skal være endnu mere sammen med Elmire. Som en gave til Tartuffe og yderligere afstraffelse af Damis og resten af familien overdrager Orgon alle sine verdslige besiddelser til Tartuffe. 
I en efterfølgende scene tager Elmire handsken op og udfordrer Orgon til at være vidne til et møde mellem hende selv og Tartuffe. Orgon, der altid er let at overbevise, beslutter sig for at gemme sig under et bord i det samme rum, i tiltro til, at Elmire tager fejl. Han hører Elmire modstå Tartuffes meget ligefremme tilnærmelser. Da Tartuffe har afsløret sig selv hinsides al undskyldning og er faretruende nær ved at overfalde Elmire, kommer Orgon frem fra sit skjul og beordrer Tartuffe ud af sit hus.
Men denne snu gæst har tænkt sig at blive, og Tartuffe viser til sidst sin hånd. Det viser sig, at Orgon tidligere, før begivenhederne i skuespillet, har indrømmet over for Tartuffe, at han var i besiddelse af en æske med afslørende breve (skrevet af en ven, ikke af Orgon selv). Tartuffe har bemægtiget sig denne æske og fortæller nu, at han (Orgon) er den, der skal ud. Tartuffe forlader midlertidigt huset, og Orgons familie forsøger at finde ud af, hvad de skal gøre. Meget snart dukker Monsieur Loyal op med en besked fra Tartuffe og fra retten - de skal forlade huset, fordi det nu tilhører Tartuffe. Dorine gør nar af Monsieur Loyals navn og håner hans falske loyalitet. Selv Madame Pernelle, der havde nægtet at tro noget ondt om Tartuffe på trods af, at hendes søn faktisk har set det, er nu blevet overbevist om Tartuffes falskhed.
Ikke så snart Monsieur Loyal er taget af sted, styrter Valère ind med nyheden om, at Tartuffe har anklaget Orgon for at hjælpe og bistå en forræder ved at opbevare de afslørende breve og nu vil blive arresteret. Før Orgon kan nå af flygte, ankommer Tartuffe med en officer, men til Tartuffes overraskelse arresterer officeren ham i stedet for. Officeren forklarer, at den oplyste kong Ludvig XIV - som ikke nævnes ved navn - har hørt om de uretfærdigheder, som har fundet sted i huset og, forfærdet over Tartuffes forræderi mod Orgon, har beordret Tartuffes anholdelse i stedet for; det viser sig, at Tartuffe har en lang forbryderhistorie og ofte har skiftet navn for at undgå at blive fanget. Som en belønning for Orgons tidligere gode fortjenester, tilgiver kongen ham ikke alene for at have opbevaret brevene, men annullerer også den handling, som gav Tartuffe rådighed over huset og alle Orgons ejendele. Hele familien takker for, at den har haft held med at undslippe såvel Orgons mulige unåde som deres afståelse. Dramaet ender godt, og Orgon forkynder det forestående bryllup mellem Valère og Mariane.
Slutningens overraskende drejning, hvor alt bliver sat på rette plads ved den uventede godgørende indgriben af den hidtil usete konge, anses for at være et bemærkelsesværdigt nutidigt eksempel på det klassiske dramas virkemiddel deus ex machina.
Oui, mon frère, je suis un méchant, un coupable.
Un malheureux pécheur tout plein d'iniquité
(Yes, my brother, I am wicked, guilty.
A miserable sinner just full of iniquity) (III.vi).As a reward for Orgon's previous good services, the King not only forgives him for keeping the letters but also invalidates the deed that gave Tartuffe possession of the house and all Orgon's possessions.

## Polemik
Uanset, at Tartuffe blev godt modtaget af publikum og selv af Ludvig XIV, gav det straks anledning til konflikt mellem mange forskellige grupper, som var stødt af skuespillets skildring af én, som udadtil var from, men grundlæggende pengebegærlig, liderlig og svigefuld, og som udnytter sin fromme virksomhed til at plyndre andre. De grupper, som gik op imod Molières arbejde omfattede en del af den franske, romersk-katolske kirkes hierarki, medlemmer af den franske overklasse og den illegale undergrundsorganisation ved navn Compagnie du Saint-Sacrement. Tartuffes popularitet blev brat afbrudt, da ærkebiskoppen af Paris udstedte et edikt, som advarede mod udstødelse af enhver, som overværede, optrådte i eller læste skuespillet. Molière forsøgte at berolige kirkeautoriteterne ved at omskrive sit skuespil, så det fremstod mere sekulært og mindre religionskritisk, men kirken var ikke til at rokke. Den reviderede udgave af skuespillet blev kaldt Hykleren og havde en hovedrolle ved navn Panulphe i stedet for Tartuffe. Selv under Molières strid med kirken fortsatte Ludvig XIV at støtte forfatteren; det er muligt, at Molière uden kongens støtte kunne være blevet udstødt. Selvom offentlige opførelser af skuespillet var forbudt, så var private forestillinger for det franske aristokrati tilladt. Efter at Molières bagvaskere i 1669 mistede en stor del af deres indflydelse, fik han endelig tilladelse til at opføre den endelige version af sit skuespil. På grund af hele polemikken omkring Tartuffe afstod Molière imidlertid stort set fra at skrive så skarpt tegnede skuespil som dette igen.
En forbundsfælle til Molière reagerede i 1669 imod kritikken af Tartuffe med et "Brev om komedien om Hykleren" (Lettre sur la comédie de l'Imposteur). Den anonyme forfatter søgte over for offentligheden at forsvare skuespillet ved at beskrive handlingen detaljeret og derefter gendrive to almindelige argumenter for, hvorfor skuespillet var forbudt; for det første, at det ikke var meningen, at religion skulle diskuteres på teatre; for det andet at Tartuffes handlinger på scenen ledsaget af hans fromme tale ville få publikum til at tro, at de skulle handle ligesom Tartuffe. Denne del af brevet imødegår det sidstnævnte ved at beskrive, hvorledes Tartuffes handlinger fortjener latterliggørelse, er grundlæggende komiske, og derfor på ingen måde en anbefaling.

## Opførelseshistorie
Den originale version af skuespillet var i tre akter og blev første gang opført den 12. maj 1664 som led i de festligheder, der er kendt som " Les Plaisirs de l'île enchantée" afholdt i Versailles paladset. På grund af angrebene på skuespillet og det forbud, som det blev omfattet af, blev denne version aldrig offentliggjort og ingen tekst har overlevet, hvilket har givet anledning til megen spekulation om, hvorvidt det var et arbejdsudkast eller et afsluttet stykke. Mange forfattere mener, at det bestod af de første tre akter af den endelige version, andre har foreslået, at akterne 1, 3 og 4 blev opført. Selvom den originale version ikke kunne opføres offentligt, kunne den ses privat, herunder den 25. september 1664 i Villers-Cotterêts den 29. november 1664 på Château du Raincy.
Den første reviderede version, Hykleren, var i fem akter og blev kun opført én gang, den 5. august 1667 i "Théâtre du Palais-Royal". Den 11. august, før nogen yderligere opførelse, blev også denne version forbudt. Den sidste reviderede version i fem akter med titlen "Le Tartuffe" begyndte den 5. februar 1669 på "Palais Royal" teatret og blev en stor succes. Denne version blev udgivet og er den, der sædvanligvis opføres i dag.

## Filmbearbejdelser
I den tyske filmguldalder producerede UFA filmen "Herr Tartüff" (1926) med Emil Jannings i titelrollen og med Lil Dagover som Elmire og Werner Krauss som Orgon.
I 1984 instruerede Gérard Depardieu en fransk filmversion, "Le Tartuffe", med sig selv i titelrollen.
Den franske film "Molière" af den franske instruktør Laurent Tirard (2007) indeholder mange både direkte og indirekte henvisninger til skuespillet "Tartuffe", hvoraf den mest bemærkelsesværdige er, da hovedpersonen Molière parodierer en præst og kalder sig for "Tartuffe".